# 児玉萌々
児玉 萌々（こだま もも、2000年1月24日 - ）は、日本の女優、元子役タレント。東京都出身。

## 出演

### TV
- 連続テレビ小説 天花（NHK、2004年）
- クライマーズ・ハイ（NHK、2005年）[1]
- 肩ごしの恋人（TBS、2007年）
- みんなのうた CRYSTAL CHILDREN（NHK、2008年）[2]
- みんなのうた このせかいに（NHK、2008年）[3]
- ABUアジア子どもドラマシリーズ おいかけないで！（NHK、2008年）
- ひらけ！魔法の扉～いっしょに歌おう夢のうた～（NHK、2008年）
- 大好き！五つ子（TBS、2009年）
- 坂の上の雲（NHK、2010年）
- 塚原卜伝（NHK、2011年）
- みんなの童謡 どんぐりころころ（NHK、2011年）

### ラジオドラマ
- NHK-FM 青春アドベンチャー
  - 鏡の偽乙女～薄紅雪花紋様～ - 楓子役
  - 海に降る - 天谷深雪幼少役[4]
  - ピエタ - エミーリア幼少役[5]
  - 砂漠の歌姫 - サファ役[6]

- NHK-FM FMシアター
  - LET IT PON!～それでええんよ～ - 楓幼少役　[7]

### 歌
- みんなのうた「このせかいに」 - コーラス 役
- やさいのようせい N.Y.SALAD The Movie（主題歌ボーカル）

### 舞台
- 瞼の母（シス・カンパニー公演）[8]
- 人形の家（シス・カンパニー公演）[9]
- ミュージカル 星の王子さま（2007年）[10]- 毛虫、5000本のバラ、ギャラリー
- ミュージカル リトル・ウイング（2009年）- リマタズミー・ギシフーナ役（Wキャスト）
- ミュージカル モモ（2011年）[11]- デデ役（Wキャスト）
- 舞台 カラフル（2013年）- 天使役
- ミュージカル　POST(2013年) - 妖精ココア役
- グッバイ・ガール（2015年8月）- ルーシー役
- 朗読 文豪と猫たち（2019年8月） - 正子役
- 信長の野望-炎舞-（2020年1月）- アンサンブル[12]

### 映画
- マダガスカル2（2008年） - グロリア幼少役
- 長ぐつをはいたネコ（2011年）
- 彼岸島（2010年）
- 愛と誠（2012年）- 愛幼少アニメーションの声

### ショートムービー
- 髪からはじまる物語（2005年、 行定勲 監督）

### PV
- 桑田佳祐「明日晴れるかな」
- Hi-Fi CAMP「トルケスタニカ」
- 村岸カンナ「このせかいに」
- クリスタルズ「CRYSTAL CHILDREN」

### ポスター
- テレビドラマ めだか（フジテレビ）

### CM
- SEIYU 「ジーンズ&スニーカー ムーンウォーク篇」
- セガトイズ 「ジュエルポッド ダイアモンド」
- 剣と魔法のログレス いにしえの女神「卒業編」ナレーション
- 剣と魔法のログレス いにしえの女神「新生活編」ナレーション
- TBS「朝ズバッ！」

### ラジオ
- ラジオ大阪
  - どり～む☆ぱらだいす（2020年4月～2021年3月）
  - 全力！らじお女子☆彡（2021年3月～）[13]
- ウルトラFM
  - DreamZoneの今日もおけまる！（2020年4月-）[14]
  - DreamZoneの明日もいい日にな～れ！（2020年8月-）[15]
- 調布エフエム放送
  - DreamZoneのPrecious for you!（2021年3月終了）
  - TIPS！（2021年4月-）[16]
- レインボータウンエフエム放送
  - DreamZoneのそばにいてよね！（2020年4月-）[17]
- ラジオ日本
  - 「宮川賢のMT」内のコーナ―「今どきの女子の主張」（2020年9月終了）

### インターネット放送
- いこらじお
  - ゆるらじっ！（2020年７月２日-）[18]
- 渋谷クロスFM
  - さくらすてーじ（2020年9月終了）

## ディスコグラフィ

### DreamZone
| ＃  | 発売日          | タイトル                         | 規格品番 | 概要                                                                                                   |
| --- | --------------- | -------------------------------- | -------- | --- |
| 1st | 2020年 9月 22日 | 未来は…ここにある！              | DRSG-002 | 学ラン風の衣装制作は、映画「賭ケグルイ」などの衣装制作に携わる世界的ファッションデザイナーの高橋輝明。 |
| 2nd | 2021年7月21日   | あの虹の向こうを僕はまだ知らない | DRSG-003 | 14曲あるオリジナル曲の中で、唯一メンバーが製作に携わっている。                                         |

### その他
| 発売日         | 商品名           | アーティスト                     | 規格品番   | 備考                                                                |
| -------------- | ---------------- | -------------------------------- | ---------- | ------------------------------------------------------------------- |
| 2008年04月23日 | CRYSTAL CHILDREN | CRYSTALS                         | IOCD-20252 | 2008年4月から5月まで、NHKの歌番組『みんなのうた』で放送された楽曲。 |
| 2008年07月02日 | このせかいに     | 村岸カンナ、児玉萌々（コーラス） | UMCK-5208  | 2008年6月から7月にかけて、NHK『みんなのうた』の新曲枠で流された。   |